# گوگوتکا
گوگوتکا (به بلغاری: Gugutka) یک منطقهٔ مسکونی در بلغارستان است که در استان خاسکوو واقع شده‌است.
 گوگوتکا  ۱۵۳ نفر جمعیت دارد و ۲۳۵ متر بالاتر از سطح دریا واقع شده‌است.